# Nicolae Rainea
Nicolae Rainea (n. 19 noiembrie 1933, Brăila, România – d. 1 aprilie 2015, Galați, România) a fost un arbitru de fotbal român.
După o activitate modestă de fotbalist (Laminorul Brăila, Metalul Piatra Neamț și Constructorul Bîrlad), încheiată în 1956, devine arbitru în 1959. După trei ani, promova în lotul divizionar. În Divizia A a debutat în 1965, și în 1967 era inclus în lotul FIFA. A condus 1.000 partide în diviziile românești (400 în Divizia A). A arbitrat 115 meciuri internaționale (trei finale de competiții europene intercluburi, finala CE 1980). A participat la trei ediții ale CM. S-a retras în 1984, dar a continuat să activeze în cadrul FRF.
În martie 2008 a fost decorat cu Ordinul Național „Serviciul Credincios” în grad de Ofițer.